# Мишурино-Рожский сельский совет
Мишурино-Рожский сельский совет (укр. Мишурино-Різька сільська рада) — входит в состав
Верхнеднепровского района
Днепропетровской области
Украины.
Административный центр сельского совета находится в 
с. Мишурин Рог.

## Населённые пункты совета
- с. Мишурин Рог